# Svyatoslav Ryabushenko
Svyatoslav Ryabushenko (nascido em 3 de abril de 1968) é um ex-ciclista russo que competiu no ciclismo nos Jogos Olímpicos de Verão de 1992, realizados em Barcelona, na Espanha.